# 広瀬竜一
広瀬 竜一（ひろせ りゅういち、9月8日 - ）は、日本の男性声優。千葉県出身。プロダクション・エース所属。

## 人物
特技にはテニス、趣味には楽器演奏をそれぞれ挙げている。

## 出演
太字はメインキャラクター。

### テレビアニメ
2013年
- 勇者になれなかった俺はしぶしぶ就職を決意しました。

2017年
- 終末なにしてますか? 忙しいですか? 救ってもらっていいですか?（滅殺奉史騎士団、滅殺奉史騎士団E、野営地の人々、船員C、隊長）

2018年
- レイトン ミステリー探偵社 〜カトリーのナゾトキファイル〜（霧のスパイ・キリー〈インポッシブル〉）

2019年
- デート・ア・ライブIII（ロジャー・マードック）
- RobiHachi（ルナガード隊長、指揮官）
- 可愛ければ変態でも好きになってくれますか?（慧輝の父）

2020年
- キングダム（2020年 - 2024年、楚水、魏兵A、騰軍騎兵B、竜有、巴印 他） - 3シリーズ
- ストライクウィッチーズ ROAD to BERLIN（士官）

2021年
- SCARLET NEXUS（アナウンサー）

2022年
- 異世界おじさん（王国軍兵士）
- チェンソーマン（職員）

2023年
- とんでもスキルで異世界放浪メシ（神官A）
- 英雄王、武を極めるため転生す 〜そして、世界最強の見習い騎士♀〜（従騎士）
- ゾン100〜ゾンビになるまでにしたい100のこと〜（組み合うゾンビ）

2024年
- 異修羅（リチア市民）
- 新米オッサン冒険者、最強パーティに死ぬほど鍛えられて無敵になる。（4243番）

### Webアニメ
- 攻殻機動隊 SAC_2045（2020年、背広の男）

### ゲーム
2014年
- アサシン クリード ユニティ

2015年
- アサシン クリード シンジケート
- 神話創世RPG アマデウス（バロン・ジモ）
- Tiny Troopers Joint Ops（イーグル）
- コール オブ デューティ ブラックオプス3
- バットマン アーカム・ナイト
- Fallout 4
- レインボーシックス シージ

2016年
- ウォッチドッグス2
- 神話創世RPG アマデウス 02 旋血ラグナロク（オーディン、ヒノカグツチ）
- コール オブ デューティ インフィニット・ウォーフェア
- ディビジョン
- ラストクロニクル（アスハ）
- LEGO マーベル アベンジャーズ（ポセイドン、アレス、ヒトコトヌシ、トト）

2017年
- ゴーストリコン ワイルドランズ（パック・カタリ）
- モバイルレジェンド (イスンシン、ゴセン)

2019年
- Far Cry New Dawn（トーマス・ラッシュ）
- メトロ エクソダス（デューク）

### オーディオブック
- 戦艦大和復元プロジェクト
- 知らないと恥をかく世界の大問題2、4、6
- 50歳からの人生設計図
- 世界で活躍する人は、どんな戦略思考をしているのか?
- Google vs トヨタ
- 思考を広げる まとめる 深める技術」
- 本質を一瞬で伝える技術
- 絶対に達成する技術

### 吹き替え

#### 映画
- 長く熱い週末（英語版）（トニー〈ステファン・デイビーズ (Stephen Davies)〉）
- ハイエナ・ロード（英語版）
- エクイティ（英語版）
- 疑惑のチャンピオン
- ゴジラ キング・オブ・モンスターズ（ラプター2P[4]）
- ホーム・チーム（英語版）
- サンゲリア（2022年、本部職員[5]）※BD版
- ナイトメア・アリー（2022年[6]）
- 刑事ジョン・ルーサー: フォールン・サン（2023年）
- イコライザー THE FINAL（2023年、フランク・コンロイ〈デヴィッド・デンマン〉[7]）
- エクソシスト 信じる者（2023年、TV司会者[8]）
- アグリーズ（2024年）
- フォールガイ（2024年[9]）
- アポカリプスZ ～終末の始まり～（2024年）

#### ドラマ
- ブラック・ミラー
- SCORPION/スコーピオン シーズン2
- ハーレー&ダビッドソン（英語版）
- 師任堂、色の日記（チウク）
- 愛の不時着（ユン・セジュン）
- ジュビリー 〜ボリウッドの光と影〜
- マキシマ オランダ・プリンセス物語

#### アニメ
- 星つなぎのエリオ（2025年[10]）

### ミュージカル
- イケメン王宮◆真夜中のシンデレラ（2017年1月14日 - 22日、あうるすぽっと）[11]

### シリーズ一覧
1. ↑  第3シリーズ（2020年 - 2021年）、第4シリーズ（2022年）、第5シリーズ（2024年）